# Manuel Barrueco
Manuel Barrueco (Santiago de Cuba, 1952) és un músic i guitarrista clàssic.

## Biografia
Comença a estudiar guitarra a l'edat de vuit anys al Conservatori Esteban Salas de Santiago de Cuba. El 1967 emigra amb la seva família als Estats Units on completa els seus estudis superiors de guitarra a l'Institut Peabody de la ciutat de Baltimore, Maryland. Des de llavors ocupa la càtedra de guitarra en aquest conservatori i realitza cursos magistrals anualment amb alumnes d'arreu del món.
La seva carrera artística es desenvolupa arreu del món amb concerts i cursos magistrals en les ciutats més importants com Nova York, Los Angeles, Roma, París, Barcelona, Madrid, Atenes, Hong Kong, etc.
Manuel Barrueco ha gravat més d'una dotzena de discos col·laborant amb artistes de renom mundial de la música clàssica, com Plácido Domingo, amb qui va gravar el Concierto de Aranjuez, i d'altres gèneres com el Jazz, amb Al Di Meola i el Rock, amb Andy Summers.
Manuel Barrueco juntament amb David Russell, són considerats els renovadors de la interpretació de la guitarra clàssica, els hereus de la primera escola representada per Andrés Segovia i Narciso Yepes, i els impulsors de la popularitat actual de la guitarra clàssica arreu del món.

## Discografia
- Sounds of the Americas
- Tango Sensations
- Solo Piazzolla
- Concierto Barroco
- Nylon & Steel
- ¡Cuba!
- Cantos y Danzas
- Rodrigo: Manuel Barrueco & Plácido Domingo
- Bach: Sonatas
- Sometime Ago
- Manuel Barrueco plays Granados & de Falla
- Manuel Barrueco plays Albéniz & Turina
- Annie Laurie
- Manuel Barrueco plays Bach & de Visée
- Manuel Barrueco plays Mozart & Sor
- Mozart: Duets for flute and guitar
- Johann Strauss II: An der schönen blauen donau
- Manuel Barrueco plays Brouwer, Villa-Lobos, Orbón
- Manuel Barrueco plays de Falla, Ponce,Rodrigo
- Manuel Barrueco: 300 years of guitar masterpieces